# Incumplimiento de contrato
El incumplimiento de contrato es una causa de acción legal en donde un acuerdo vinculante o un intercambio negociado no es respetado por una o más de las partes del contrato por mal desempeño o interferencia con el desempeño de las otras partes.
El incumplimiento es uno de los elementos configuradores de la responsabilidad contractual.
La noción de incumplimiento no es unívoca pues cada sistema jurídico puede priorizar elementos distintos, tales como la imputabilidad y/o la asunción del riesgo de no-consecución del resultado material. Así, en los primeros, el eje se colocará en la acreditación de que el resultado no se alcanzó a causa de la falta de diligencia del deudor; mientras que, en los segundos, se deberá demostrar que el deudor asumió el riesgo de materializar cierto resultado útil, por lo que cualquier desviación será calificada como un incumplimiento.

## Modos de incumplimiento contractual
El incumplimiento puede ser:
- Total: cuando el deudor simplemente no realiza la prestación debida.
- Parcial: cuando el deudor cumple sólo con parte de la prestación. A su vez, este cumplimiento parcial puede deberse:
  - Cuando falta algún elemento que configura la prestación.
  - Cuando uno o varios elementos de la prestación se hallan incompletos.
- Tardío: cuando el deudor cumple con la prestación, pero fuera del tiempo acordado o legal. Esto ocurre cuando la obligación está sujeta a un plazo extintivo.